# Sledgehammer Games
Sledgehammer Games ist ein US-amerikanisches Entwicklungsstudio für Computerspiele. Das Studio wurde 2009 von Glen Schofield und Michael Condrey gegründet, welche vorher bei Visceral Games gearbeitet hatten und unter anderem für die Entwicklung von der Dead-Space-Serie verantwortlich waren.

## Geschichte

Altes Logo von Sledgehammer Games (2009–2021)

Sledgehammer Games begann 2009 mit der Entwicklung eines Call-of-Duty-Titels in der Third-Person-Perspektive, der die Serie grundlegend verändern sollte. Als im April und Mai 2010 Jason West und Vince Zampella Infinity Ward zusammen mit 47 anderen Mitarbeitern verließen, um Respawn Entertainment zu gründen, ließ Activision die Entwicklung stoppen und mit dem nun unterbesetztem Infinity Ward zusammenarbeiten, um Call of Duty: Modern Warfare 3 fertigstellen zu können.

## Rezeption
Das von Sledgehammer Games mitentwickelte Spiel Call of Duty: Modern Warfare 3 wurde allein in den Vereinigten Staaten und dem Vereinigten Königreich 6,5 Millionen Mal innerhalb eines Tages verkauft und erzielte hiermit einen Umsatz von 470 Millionen US-Dollar. International wurden innerhalb einer Woche 775 Millionen US-Dollar Umsatz erzielt. Somit ist Modern Warfare 3 auf dem ersten Platz der englischen Bestsellerliste.

## Veröffentlichte Spiele
| Titel                                                                      | Spieleengine  | Veröffentlichungsdatum | Plattformen                                                      |
| -------------------------------------------------------------------------- | ------------- | ---------------------- | ---------------------------------------------------------------- |
| Call of Duty: Modern Warfare 3 (zusammen mit Infinity Ward)                | IW Engine 5.0 | 8. November 2011       | Windows, PlayStation 3, Xbox 360, Wii                            |
| Call of Duty: Advanced Warfare                                             | IW Engine 6.0 | 4. November 2014       | Windows, PlayStation 3, PlayStation 4, Xbox 360, Xbox One        |
| Call of Duty: WWII                                                         | IW Engine     | 3. November 2017       | Windows, PlayStation 4, Xbox One                                 |
| Call of Duty: Vanguard                                                     | IW Engine     | 5. November 2021       | Windows, PlayStation 4, PlayStation 5, Xbox One, Xbox Series X/S |
| Call of Duty: Modern Warfare III (zusammen mit Infinity Ward und Treyarch) | IW Engine     | 10. November 2023      | Windows, PlayStation 4, PlayStation 5, Xbox One, Xbox Series X/S |